# Мпала

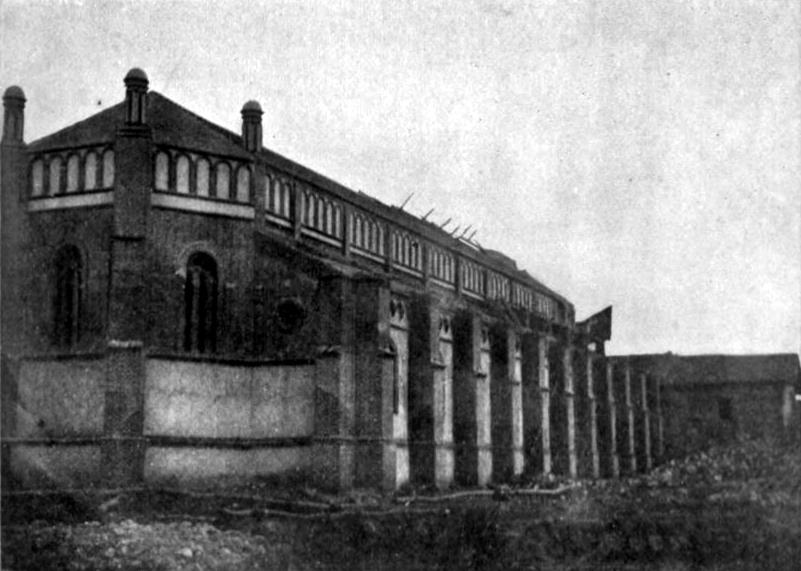
Епископский дворец Мпалы, 1905 год.

Мпала — одна из первых католических миссий в Бельгийском Конго.
Основана в мае 1883 году Африканской международной ассоциацией. Располагалась на западном берегу озера Танганьика, к северу от Мобы и к югу от Калемие. Лагерь миссии находился в устье реки Луфуку.
До 1892 года миссию возглавлял бельгийский офицер Эмиль Стормс. После Мпалой руководили церковники. В первой половине 1890-х годов миссия сохраняла значительную автономию, находясь под управлением миссионеров. Европейцы построили здесь церковь, а также разбили сады. В 1899 году в Мпале открылась первая в Конго семинария.
В 1904 году в Мпале произошла вспышка сонной болезни, от которой умерли семь из двадцати одного миссионера. В ходе вспышки болезни было возведено святилище Пресвятой Богородицы на одном из холмов, возвышающихся над равниной Мпала, где предполагалось здоровым переждать эпидемию. Также построены лазареты.
В период между двумя мировыми войнами миссия занялась развитием сельского хозяйства в регионе. Миссионеры обучали местных жителей столярному делу, каменному делу, строительству лодок и прочим навыкам. Благодаря обучению у служителей церкви многие африканцы смогли найти работу на коммерческих предприятиях Конго.
По состоянию на 2005 год основная часть построек миссии сохранилась.